# Khalīfābād
Khalīfābād (persiska: خَليف آباد, خليف آباد) är en ort i Iran.   Den ligger i provinsen Teheran, i den centrala delen av landet, 50 km sydost om huvudstaden Teheran. Khalīfābād ligger 971 meter över havet och antalet invånare är 125.
Terrängen runt Khalīfābād är huvudsakligen platt, men åt nordost är den kuperad. Terrängen runt Khalīfābād sluttar söderut. Runt Khalīfābād är det tätbefolkat, med 297 invånare per kvadratkilometer. Närmaste större samhälle är Varamin, 17,5 km väster om Khalīfābād. Trakten runt Khalīfābād består till största delen av jordbruksmark.